# Peritrichia podicalis
Peritrichia podicalis är en skalbaggsart som beskrevs av Schein 1959. Peritrichia podicalis ingår i släktet Peritrichia och familjen Melolonthidae. Inga underarter finns listade i Catalogue of Life.